# Seznam angleških teologov
Seznam angleških teologov.

## A
- Edwin Abbott Abbott
- Aleksander iz Neckhama
- Alkuin

## B
- Roger Bacon
- Simon Bailey
- Isaac Barrow
- Thomas Bayes
- Thomas Bradwardine
- George Burder

## C
- G. K. Chesterton
- George Collison

## D
- Humphry Ditton

## E
- Leonard Elliott Elliot-Binns

## F
- Frederick William Faber
- George Fox

## G
- Theophilus Gale
- Joseph Glanvill

## H
- George Hakewill
- Robert Holcot
- John Hoppus

## J
- Benjamin Jowett

## K
- Richard Kidder

## L
- Nicholas Langrishe Alleyne Lash
- Andrew Linzey

## M
- Thomas Malthus
- Damaris Masham
- Conyers Middleton
- John Milbank

## N
- Thomas Netter
- John Henry Newman
- John Norris

## O
- Robert Lawrence Ottley

## P
- William Paley
- Samuel Parker
- William Perkins
- John Polkinghorne

## R
- Richard Rolle
- Hugh James Rose

## S
- Solomon Schechter
- Ralph Shaa
- Jane Shaw
- Richard Sibbes
- Robert South
- Joshua Sprigg
- Charles Spurgeon
- Thomas Stapleton
- Peter Sterry
- Edward Stillingfleet
- Richard Swinburne
- Stephen Sykes

## T
- John Vernon Taylor
- Anthony Terill
- William Henry Griffith Thomas
- Martin Thornton
- Israel Tonge
- Augustus Montague Toplady
- Joshua Toulmin
- John Trapp
- Walter Travers
- Samuel Prideaux Tregelles
- William Tyndale

## W
- John Wilkins
- Richard Whately
- Benjamin Whichcote
- William Whiston (1667 - 1752)
- Rowan Williams
- John Wycliffe